# Довжик (зупинний пункт)
Довжик — залізничний пасажирський зупинний пункт Харківської дирекції Південної залізниці.
Розташований у селі Довжик, Золочівський район, Харківської області на лінії Одноробівка — Шпаківка між станціями Рогозянка (4 км) та Золочів (9 км).
Станом на травень 2019 року щодоби сім пар приміських електропоїздів здійснюють перевезення за маршрутом Харків-Пасажирський/Харків-Левада/Харків-Балашовський — Золочів.